# Dunaföldvár
Dunaföldvár är en mindre stad i centrala Ungern. Dunaföldvár ligger i provinsen Tolna och i distriktet Paks. År 2019 hade staden totalt 8 843 invånare.